# 夏社
夏社，是夏朝人用来祭司祖先或崇拜神灵的宗庙或祭坛。